# Prd krt skrz drn, zprv zhlt hrst zrn
Prd krt skrz drn, zprv zhlt hrst zrn is een bekende Tsjechische en Slovaakse tongbreker. De betekenis is als volgt: "Een mol liet een scheet door het gras na het slikken van een handvol graankorrels."
Wat de zin zo moeilijk uitspreekbaar maakt is het feit dat er geen enkele klinker in voorkomt aangezien de meeste woorden in plaats daarvan een r gebruiken. Dit verschijnsel is niet ongebruikelijk in de Slavische talen.